# Tácata
Tácata – miasto w Wenezueli, w stanie Miranda.